# Pietro Guerra
Pietro Guerra (n. 28 iunie 1943, San Pietro di Morubio, Veneto, Italia) este un ciclist de performanță ce a reprezentat Italia, medaliat olimpic. A participat la o ediție a Jocurilor Olimpice (1964) în care a câștigat o medalie de argint.